# 위저즈 오브 더 코스트
위저즈 오브 더 코스트(Wizards of the Coast→해변의 마법사들)는 미국의 게임 회사이다. 약칭은 WotC 또는 Wizards.

## 게임 및 제품

### 보드 게임
- 추축군과 연합군

### 콜렉터블 카드 게임
- 듀얼마스터즈
- 해리 포터 트레이딩 카드 게임
- 매직 더 개더링
- 포켓몬 카드 게임

### 롤플레잉 게임
- 던전 & 드래곤

### 독립형 카드 게임
- 위대한 달무티

### 판타지 노벨 시리즈
- 드래곤랜스
- 포가튼 렐름
- 매직 더 개더링

## 같이 보기
- 매직 더 개더링
- 위대한 달무티
- 던전 & 드래곤